# Браунвілл (Небраска)
Браунвілл (англ. Brownville) — селище (англ. village) в США, в окрузі Немага штату Небраска. Населення — 139 осіб (2020).

## Географія
Браунвілл розташований за координатами 40°23′51″ пн. ш. 95°39′40″ зх. д. / 40.39750° пн. ш. 95.66111° зх. д. (40.397617, -95.661086).  За даними Бюро перепису населення США в 2010 році селище мало площу 1,69 км², уся площа — суходіл.

### Клімат
| Клімат : Браунвілл      | Клімат : Браунвілл | Клімат : Браунвілл | Клімат : Браунвілл | Клімат : Браунвілл | Клімат : Браунвілл | Клімат : Браунвілл | Клімат : Браунвілл | Клімат : Браунвілл | Клімат : Браунвілл | Клімат : Браунвілл | Клімат : Браунвілл | Клімат : Браунвілл | Клімат : Браунвілл |
| Показник                | Січ.               | Лют.               | Бер.               | Квіт.              | Трав.              | Черв.              | Лип.               | Серп.              | Вер.               | Жовт.              | Лист.              | Груд.              | Рік                |
| Абсолютний максимум, °C | 21,1               | 27,2               | 32,8               | 37,2               | 38,9               | 42,8               | 43,3               | 42,8               | 41,7               | 36,7               | 28,9               | 25,6               | 43,3               |
| Середній максимум, °C   | 1,1                | 5,0                | 11,7               | 18,3               | 24,4               | 30,0               | 32,2               | 31,1               | 26,7               | 20,0               | 10,0               | 2,8                | 17,8               |
| Середній мінімум, °C    | −10                | −6,7               | −1,1               | 5,0                | 11,1               | 16,7               | 18,9               | 17,8               | 12,8               | 6,1                | −1,1               | −7,8               | 5,0                |
| Абсолютний мінімум, °C  | −30                | −30,6              | −29,4              | −13,9              | −3,3               | 3,9                | 6,1                | 3,3                | −5                 | −10,6              | −20,6              | −32,8              | −32,8              |
| Норма опадів, мм        | 21                 | 28                 | 62                 | 74                 | 108                | 95                 | 112                | 89                 | 90                 | 63                 | 51                 | 28                 | 821                |
| ----------------------- | ------------------ | ------------------ | ------------------ | ------------------ | ------------------ | ------------------ | ------------------ | ------------------ | ------------------ | ------------------ | ------------------ | ------------------ | ------------------ |
| Джерело:                |                    |                    |                    |                    |                    |                    |                    |                    |                    |                    |                    |                    |                    |

## Демографія
Згідно з переписом 2010 року, у селищі мешкали 132 особи в 73 домогосподарствах у складі 40 родин. Густота населення становила 78 осіб/км².  Було 103 помешкання (61/км²).
Расовий склад населення:
| - 97,7 % — білих - 0,8 % — корінних американців |

До двох чи більше рас належало 0,8 %. Частка іспаномовних становила 3,0 % від усіх жителів.
За віковим діапазоном населення розподілялося таким чином: 6,8 % — особи молодші 18 років, 54,6 % — особи у віці 18—64 років, 38,6 % — особи у віці 65 років та старші. Медіана віку мешканця становила 60,8 року. На 100 осіб жіночої статі у селищі припадало 112,9 чоловіків;  на 100 жінок у віці від 18 років та старших — 108,5 чоловіків також старших 18 років.
Середній дохід на одне домашнє господарство  становив 59 731 долар США (медіана — 40 000), а середній дохід на одну сім'ю — 78 288 доларів (медіана — 65 313). За межею бідності перебувало 7,7 % осіб, у тому числі 0,0 % дітей у віці до 18 років та 17,0 % осіб у віці 65 років та старших.
Цивільне працевлаштоване населення становило 49 осіб. Основні галузі зайнятості: транспорт — 40,8 %, освіта, охорона здоров'я та соціальна допомога — 14,3 %, роздрібна торгівля — 12,2 %, публічна адміністрація — 12,2 %.